# 颶風多拉 (1999年)
颶風多拉（英語：Hurricane Dora）是少數能橫跨所有三個北太平洋洋面的熱帶氣旋之一，也是自1994年颶風約翰以來的首場能完成上述創舉的熱帶氣旋。1999年太平洋颶風季的第四場獲命名的風暴、第三場颶風和第二場大型颶風。多拉於8月6日從墨西哥南方的东风波發展而成。系統自熱帶低氣壓生成後便逐漸增強，並於當天晚上升級為熱帶風暴多拉。此後，多拉開始穩步向西移動，並於8月8日成為颶風。在高海面溫度和風切變微弱的情況下，風暴繼續增強，最終在8月12日達到風力時速220公里，在萨菲尔-辛普森飓风风力等级中達到四級標準。
此後，多拉受水溫和風切變的影響，強度波動較大，在四天內，風暴強度從四級颶風的最高強度到一級颶風的最低標準徘徊。8月16日，多拉從夏威夷島以南較遠處掠過時，短暫地再次達到大型颶風的標準。8月18日，氣旋以一級颶風的標準從约翰斯顿环礁以南近距離掠過。儘管它從未登陸，但多拉在夏威夷群島和約翰斯頓環礁上產生大浪、狂風和毛毛細雨，不過造成的損失很小。8月20日橫越国际日期变更线時，多拉減弱為熱帶風暴。多拉在8月22日減弱為熱帶低氣壓後，於8月23日在威克島以北數百公里處消散。

## 氣象歷史
7月23日，一股东风波從非洲西岸進入大西洋。它橫越大西洋和加勒比海幾天，但發展緩慢。到8月4日，系統進入太平洋，伴隨著混亂的對流。在接下來的24小時內，低層環流的出現獲衛星圖像記錄以作證據，加上弧形對流帶的形成。因此，估計第七號熱帶低氣壓在8月6日0時於阿卡普尔科以南約540公里處發展而成。儘管起初受垂直风切变影響，該低氣壓穩步增強，並於當天晚上升級為熱帶風暴多拉。升級為熱帶風暴後，風暴在其西部象限有可觀的外流。向西北偏西方移動，然後因副熱帶高壓脊減弱而轉向西移動，多拉持續增強，並於8月8日根據德沃夏克分析法升級為颶風。
8月8日晚上，風暴主要由中心密集雲團區組成，但帶狀特徵極少。8月9日0時，多拉增強為二級颶風。數小時後，一直徑約10－19公里的風眼形成，氣旋組織進一步改善。風暴在8月10日0時左右增強為三級颶風。颶風繼續向西或西微北移動。8月10日晚上，深層對流顯着擴大並變得更加對稱，而德沃夏克分析法估計表明多拉達到四級標準；國家颶風中心相應地將風暴升級為四級颶風。

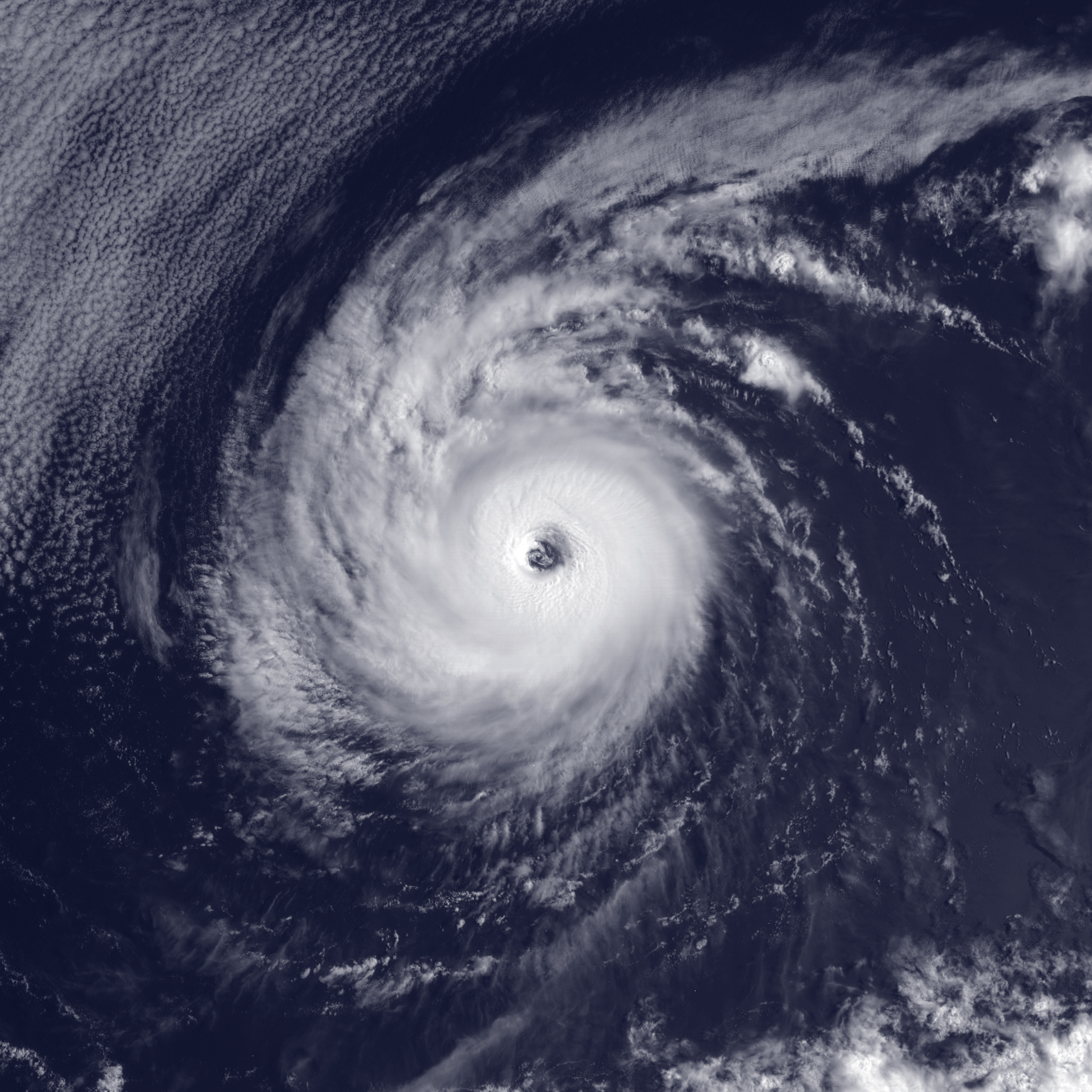
8月10日，接近首波最高強度的颶風多拉

8月11日晚上，國家颶風中心預測風暴會在大約24小時內開始以相對緩慢的速度減弱，因為在颶風尤金過後，風暴將穿越略低的海面溫度。然而在8月12日0時，多拉達到其最高強度，最大持續風速為每小時220公里，最低氣壓為943毫巴（27.8英寸汞柱）。在最高強度時，颶風的風眼直徑為27公里，周圍被溫度為攝氏−65至−70度的雲頂環繞著。六小時後，多拉因眼牆置換循環而稍微減弱，但在12時重新達到最高強度。由於海水溫度較低和風切變增強，氣旋在8月13日12時再次跌出最高強度。大約六小時後，因風眼被雲層遮蓋且周圍的雲頂變暖，多拉回落到三級標準。
8月14日早上，隨着風暴越過西经140度线，發出颶風公告的職責從國家颶風中心轉移到中太平洋颶風中心。當時該系統已顯著地減弱，並在6時左右回落到二級標準。氣旋從8月10日0時到8月14日6時維持着大型颶風標準超過96小時。到8月14日12時，多拉進一步減弱到一級颶風的下限，並預計將在24小時內降至熱帶風暴的標準。然而，投落送的風力時速172公里的風速讀數和衛星估計表明，多拉在8月15日6時左右重新增強為風力時速165公里的二級颶風。此後不久，衛星圖像上再次出現清晰的風眼。
8月16日6時，結合偵察數據和衛星圖像，支持將風暴重新升級至三級標準。當時，多拉正從夏威夷州以南約320公里處掠過，這亦是風暴最接近該州的時刻。第二波最高強度維持的時間很短，因此不久後風暴便減弱。多拉於8月18日以一級颶風的標準從约翰斯顿环礁以南約105公里處掠過，然後轉向西北偏西移動。翌日0時左右，多拉在橫越国际日期变更线時減弱為熱帶風暴。結果，風暴成為自1994年約翰以來首個出現在所有三個北太平洋洋面的熱帶氣旋。聯合颱風警報中心在餘下的時間追蹤多拉。風暴遭遇更強的風切變，到8月21日，風力減弱到低於熱帶風暴的標準。8月23日，環流從主對流中暴露出來，18時，熱帶低氣壓多拉在威克島東北約725公里處消散。。

## 影響及紀錄

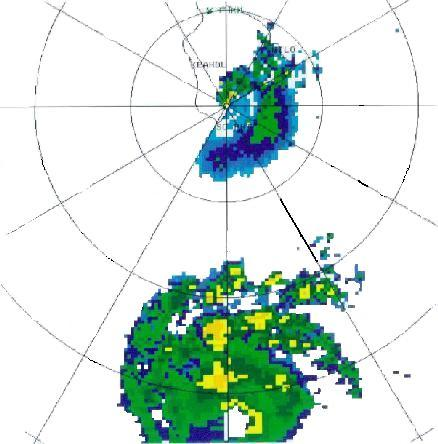
多拉從夏威夷州以南掠過時的雷達圖像

8月16日，預報模型預測多拉將在约翰斯顿环礁以南近距離掠過，有些人更擔心多拉會直接吹襲該島。由於受其威脅，大約1,200名工人和居民從約翰斯頓環礁撤離到夏威夷州。在離開之前，工人們將建築設備和其他易鬆脫的物品固定。約翰斯頓環礁的一些生物学家擔心颶風會嚴重影響約翰斯頓環礁國家野生動物保護區150,000多隻鳥類的繁殖期，他們的擔憂是在1994年颶風約翰殺死島上80%的鳥類後表達出來。此外，中太平洋颶風中心預測多拉將以颱風的最低標準吹襲威克島，不過這並沒有發生。
來自多拉的湧浪沿著夏威夷島的東岸和南岸產生出2－6米高的海浪。由於環境不斷惡化，促使當地官員關閉普納和考烏的所有海灘、露營地和自然小徑。多拉的外圍雲帶在一些高海拔地區產生高達每小時95公里的大風。多拉帶來毛毛細雨，特別是在該島的北部和東部，雨量從13至38毫米不等。然而，該島受乾旱影響的地區並無降水。颶風多拉也在約翰斯頓環礁上產生大浪。約翰斯頓環礁的自動氣象站報告陣風介乎65－75公里之間達兩小時。但總體影響很小，沒有任何損失或受傷的報告。
颶風多拉的路徑總長約為10,500公里，是太平洋颶風中第二長的路徑，僅次於1994年的颶風約翰；而多拉路徑的長度是洋面平均水平的四倍多。多拉也是首個接近到足以被雷达探測到的太平洋颶風。此外，颶風是自1994年約翰以來首個橫跨所有三個北太平洋洋面的熱帶氣旋。

## 外部連結
- 颶風多拉的熱帶氣旋報告 （页面存档备份，存于）
- 日本氣象廳有關強熱帶風暴多拉（9911）的基本資訊 Archive.today的存檔，存档日期2014-08-13，來自數位颱風網
- 日本氣象廳有關強熱帶風暴多拉（9911）的JMA 最佳路徑數據（圖表） （页面存档备份，存于）
- 日本氣象廳有關強熱帶風暴多拉（9911）的最佳路徑數據（文本） （页面存档备份，存于）